# خان أمير (تشالدران)
خان‌ أمير (بالفارسية: خان‌امیر) هي قرية تقع في أذربيجان الغربية في إيران. يقدر عدد سكانها بـ 44 نسمة .